# Monti Maggio - Nero (sommità)
Monti Maggio - Nero (sommità) este o arie protejată (arie specială de conservare — SAC, sit de importanță comunitară — SCI) din Italia întinsă pe o suprafață de 1.563 ha, integral pe uscat.

## Localizare
Centrul sitului Monti Maggio - Nero (sommità) este situat la coordonatele 43°14′30″N 12°49′10″E / 43.241667°N 12.819444°E.

## Înființare
Situl Monti Maggio - Nero (sommità) a fost declarat sit de importanță comunitară în iunie 1995 pentru a proteja 86 de specii de animale. Situl a fost protejat și ca arie specială de conservare în august 2014.

## Biodiversitate
Situată în ecoregiunea continentală, aria protejată conține 6 habitate naturale: Pante stâncoase calcaroase cu vegetație casmofită, Peșteri inaccesibile publicului, Păduri de fag din Apenini cu Taxus și Ilex, Pajiști uscate seminaturale și facies de acoperire cu tufișuri pe substraturi calcaroase (Festuco-Brometalia) (* situri importante pentru orhidee), Păduri de Quercus ilex și Quercus rotundifolia, Păduri de Castanea sativa.
La baza desemnării sitului se află mai multe specii protejate:
- păsări (77): uliu păsărar (Accipiter nisus), pițigoi codat (Aegithalos caudatus), ciocârlie-de-câmp (Alauda arvensis), fâsă-de-câmp (Anthus campestris), fâsă de luncă (Anthus pratensis), fâsă de pădure (Anthus spinoletta), fâsă de pădure (Anthus trivialis), lăstunul mare (Apus apus), acvilă de munte (Aquila chrysaetos), ciuf-de-pădure (Asio otus), șorecarul comun (Buteo buteo), caprimulg (Caprimulgus europaeus), sticlete (Carduelis carduelis), Certhia brachydactyla, florinte (Chloris chloris), șerpar (Circaetus gallicus), erete vânăt (Circus cyaneus), botgros (Coccothraustes coccothraustes), porumbel gulerat (Columba palumbus), cioară neagră (Corvus corone), Corvus monedula, prepeliță (Coturnix coturnix), cuc (Cuculus canorus), pițigoi albastru (Cyanistes caeruleus), lăstun de casă (Delichon urbicum), ciocănitoare pestriță mare (Dendrocopos major), presură sură (Emberiza calandra), presură de munte (Emberiza cia), presură bărboasă (Emberiza cirlus), presură galbenă (Emberiza citrinella), măcăleandru (Erithacus rubecula), șoim călător (Falco peregrinus), vânturel roșu (Falco tinnunculus), cinteză (Fringilla coelebs), gaiță (Garrulus glandarius), rândunică (Hirundo rustica), capîntortură (Jynx torquilla), sfrâncioc roșiatic (Lanius collurio), câneparul (Linaria cannabina), ciocârlie de pădure (Lullula arborea), codobatură galbenă (Motacilla alba), codobatură de munte (Motacilla cinerea), pietrar sur (Oenanthe oenanthe), ciuf-pitic (Otus scops), pițigoi mare (Parus major), vrabie de câmp (Passer montanus), potârniche (Perdix perdix), pițigoi de brădet (Periparus ater), viespar (Pernis apivorus), fazan (Phasianus colchicus), codroș de munte (Phoenicurus ochruros), pitulice de munte (Phylloscopus bonelli), pitulice de munte (Phylloscopus collybita), ciocănitoarea verde (Picus viridis), pițigoi sur (Poecile palustris), Prunella collaris, brumăriță de pădure (Prunella modularis), Ptyonoprogne rupestris, mugurarul (Pyrrhula pyrrhula), aușel sprâncenat (Regulus ignicapilla), mărăcinar negru (Saxicola torquatus), sitar de pădure (Scolopax rusticola), cănăraș (Serinus serinus), țiclete (Sitta europaea), turturică (Streptopelia turtur), huhurez mic (Strix aluco), silvie cu cap negru (Sylvia atricapilla), silvie roșcată (Sylvia cantillans), silvie de câmp (Sylvia communis), fluturașul de stâncă (Tichodroma muraria), pănțărușul (Troglodytes troglodytes), sturzul viilor (Turdus iliacus), mierlă (Turdus merula), sturz-cântător (Turdus philomelos), sturz (Turdus pilaris), sturzul de vâsc (Turdus viscivorus), pupăză (Upupa epops)
- amfibieni (2): Salamandrina terdigitata, Triturus carnifex
- mamifere (2): lupul (Canis lupus), liliacul mare cu potcoavă (Rhinolophus ferrumequinum)
- nevertebrate (4): croitorul mare al stejarului (Cerambyx cerdo), fluturele auriu (Euphydryas aurinia), rădașcă (Lucanus cervus), Rosalia alpina
- reptile (1): țestoasă bănățeană (Testudo hermanni)

Pe lângă speciile protejate, pe teritoriul sitului au mai fost identificate 1 specie de păsări, 6 specii de amfibieni, 19 specii de mamifere, 5 specii de nevertebrate, 10 specii de reptile.